# Bibliothèques d'Albi

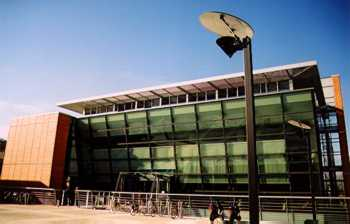
Médiathèque Pierre-Amalric d'Albi

L'histoire de la lecture publique albigeoise débute en 1797 avec l'ouverture de la première bibliothèque et se poursuit aujourd'hui au sein d'un réseau de lecture publique. Cinq sites constituent ce réseau : la médiathèque Pierre-Amalric, la médiathèque d'Albi-Cantepau, la médiathèque de Saint-Juéry, la médiathèque de Lescure, le médiabus.
Depuis janvier 2010, ce réseau de lecture publique relève de la compétence de la communauté d'agglomération de l'Albigeois.

## Histoire

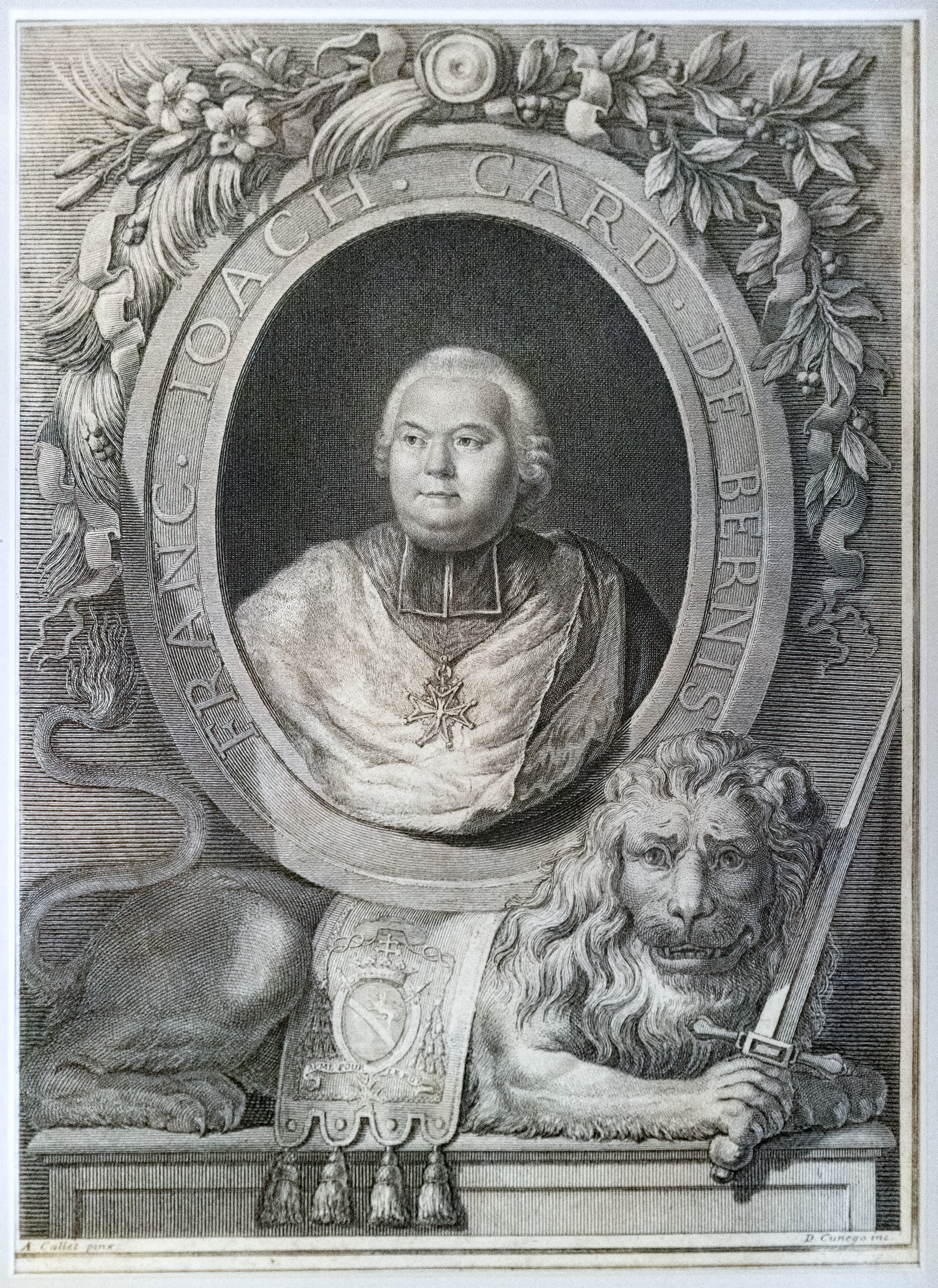
Le Cardinal de Bernis Musée Toulouse-Lautrec

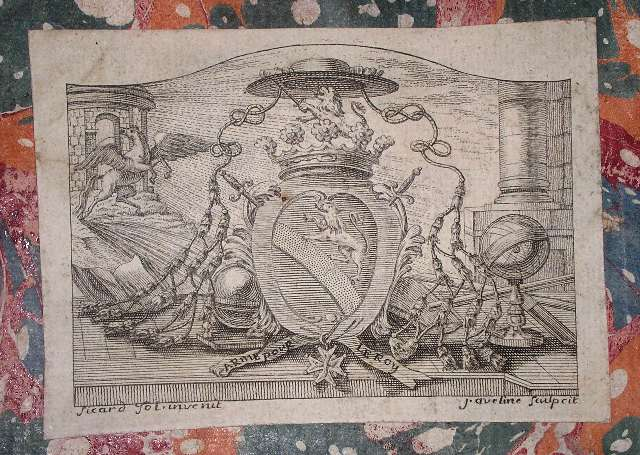
Ex-libris du Cardinal de Bernis

Durant l'Ancien Régime, il existe à Albi de nombreuses bibliothèques publiques ou privées. Au XVIIe siècle, on compte celle de l'archevêque Charles Le Goux de La Berchère, et un siècle plus tard, celle du cardinal de Bernis. À ces deux bibliothèques, dispersées après la mort de leurs possesseurs, il faut ajouter celle du chapitre canonial de la collégiale Saint-Salvy. Tous les ouvrages qui leur appartenaient sont porteurs d'ex-libris qui permettent aujourd'hui encore de les identifier

### Les débuts de la lecture publique
Pendant la période révolutionnaire, le fonds du dépôt littéraire est d’abord rattaché à l’École centrale du Tarn. La première bibliothèque publique d’Albi est ouverte au public en 1797, et devient municipale en 1803. Un ancien bibliothécaire du chapitre de la cathédrale, Jean-François Massol, en devient le premier bibliothécaire. Il rassemble ce qui constitue les premiers fonds de la bibliothèque, et met en place une politique d’échanges de doublons, ce qui lui permet d’acquérir des ouvrages aujourd’hui très rares. D’un autre côté, il se dessaisit de plusieurs manuscrits médiévaux dont un est aujourd’hui conservé à la British Library. Il récupère une partie de la bibliothèque du cardinal de Bernis, archevêque d’Albi en 1764, qui avait échappé aux confiscations révolutionnaires. Il prend sa retraite en 1815. Pendant sa présence, la bibliothèque est florissante, mais sommeille ensuite jusqu’à la fin du XIXe siècle.

### Bibliothèque populaire
En 1871, il existait à Albi deux petites bibliothèques populaires, dues aux initiatives privées de la Société de Saint-Vincent-de-Paul et du secrétaire de mairie Jean-Pierre Bertrand. En 1881, le poste de bibliothécaire étant vacant, la ville d’Albi crée une véritable bibliothèque populaire municipale, avec quelques années de retard sur la grande époque de lancement de ce type d’établissement, dans les années 1860. La bibliothèque populaire d’Albi se développe donc parallèlement à la bibliothèque municipale issue des confiscations révolutionnaires. Elles étaient destinées à des publics différents, la bibliothèque populaire accueillant les nouveaux publics, les classes ouvrières et les employés, ainsi que les enfants. La mission première de cette bibliothèque était l’instruction de son public, mais les acquisitions s’orientent progressivement vers la lecture de loisirs. L’ancienne bibliothèque municipale conserve, elle, son public de professeurs et d’étudiants, et sa fonction de bibliothèque d’étude. Avant la Première guerre mondiale, la nouvelle bibliothèque « circulante » (en fait de prêt) englobe les collections de la bibliothèque populaire.
En 1909, les trois bibliothèques (municipale, populaire et Rochegude) fusionnent et sont installées dans l’hôtel Rochegude jusqu'en 2001, lors de l’ouverture de la médiathèque Pierre-Amalric.

## Aujourd'hui
Le réseau, qui dépend depuis 2010 de la Communauté d'agglomération de l'Albigeois, comprend la médiathèque Pierre-Amalric, la médiathèque d'Albi-Cantepau, la médiathèque de Saint-Juéry, la médiathèque de Lescure et le Médiabus. Inaugurée en janvier 2001, la médiathèque du centre ville d'Albi doit son nom au docteur Pierre Amalric, ophtalmologue de réputation mondiale.

### Prêts
- Jusqu'à 2 jeux, pour une durée de 3 semaines.
- Livres, livres lus, DVD, partitions musicales, revues, CD en quantité illimitée pour une durée de 3 semaines.
- 1 liseuse, pour une durée de 3 semaines[6].

Depuis septembre 2008 le prêt de livres, partitions et revues est illimité en nombre,. Depuis 2019, le prêt de CD est également illimité en nombre. En octobre 2021, c'est au tour des DVD de passer en prêt illimité.

### Services
Les bibliothèques d'Albi proposent aux citoyens divers services : 
- Plateforme de vidéos à la demande
- Plateforme d'apprentissage en ligne
- Accueil de groupes
- Catalogue en ligne[10]
- Réservation de documents
- Boîtes de retour : installées devant l'entrée des médiathèques, elles permettent la restitution des documents lorsque les établissements sont fermés.
- Wi-Fi
- Portage de livres à domicile
- Postes multimédia avec accès Internet et suite de logiciels libres (bureautique, retouche d'images, messagerie instantanée)
- Tablettes numériques en consultation sur place
- Prêt entre bibliothèques

### Manifestations
Le calendrier culturel des bibliothèques d'Albi comprend notamment : 
- Foire aux livres d'exception
- Mois du film documentaire
- Siestes littéraires, Prix Livres Hebdo 2010 de la meilleure animation
- Mercredis du cinéma

### Collections
Les collections du réseau des bibliothèques albigeoises sont de deux ordres :
- des collections anciennes[12] qui proviennent principalement des confiscations révolutionnaires. Elles tirent leur originalité de la richesse de l'histoire du livre à Albi, notamment pour la période médiévale, et du legs exceptionnel fait au milieu du XIXe siècle par l'amiral Henri Pascal de Rochegude[13]. Ces collections sont consultables sous certaines conditions.
- des collections modernes de livres, revues, partitions musicales, jeux, CD, DVD, etc.

Le catalogue en ligne recense l'ensemble des documents informatisés.
Le Scriptorium de Sainte-Cécile
La particularité des fonds conservés vient de la richesse de l'histoire du livre à Albi. Le scriptorium d’Albi, actif entre le IXe siècle et le premier quart du XIIe siècle se distingue par sa production importante de manuscrits liturgiques. Les manuscrits médiévaux proviennent en majeure partie du chapitre de la cathédrale Sainte-Cécile. Le plus ancien qui remonte au VIIe siècle contient l'une des plus anciennes cartes du monde, la Mappa mundi d'Albi. Le fond canonique de la bibliothèque capitulaire d’Albi était l'un des plus riches d'Occident au IXe siècle.
Les premiers pas de l'imprimerie
En 1474, l’atelier de l’Aenas Sylvius et l’imprimeur Jean Neumeister, collaborateur de Gutenberg, s’installent à Albi. Cet atelier est le troisième de France, après Paris (1470), Lyon (1473) et avant Toulouse (1476).
Entre 1474 et 1481, deux ateliers sont attestés dans la cité. L'atelier anonyme, dit de l'Aeneas Sylvius est très productif, à ce jour, 15 éditions lui sont attribuées entre 1474 et 1481. Le second atelier, dirigé par Jean Neumeister (qui a travaillé aux côtés de Gutenberg pour l'impression de la Bible à 36 lignes), est le plus célèbre, il est toutefois moins actif que le premier, seulement 6 éditions. La production compte des œuvres classiques, et juridiques, en caractères gothiques, parfois accompagnées de portées musicales et d'illustrations.
Bibliothèque Rochegude

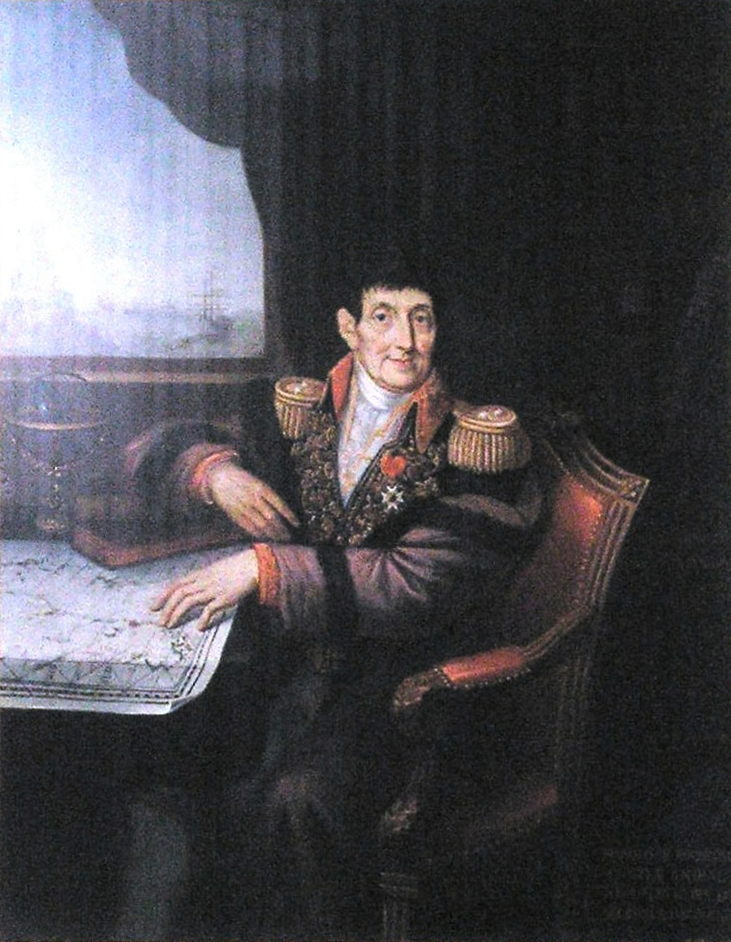
Henri de Pascal de Rochegude

Une bibliothèque d’étude existe à Albi à la fin du XIXe siècle, il s’agit de la bibliothèque léguée à la ville en 1834 par l’amiral Henri Pascal de Rochegude. Grand bibliophile, il rassemble une riche collection d’ouvrages imprimés et de manuscrits. Sa bibliothèque, installée dans son hôtel particulier, est léguée à la ville d’Albi. La collection de plus de 12000 volumes compte de nombreuses raretés, comme l’édition originale des prophéties de Nostradamus, dont un seul autre exemplaire est connu. Le fonds compte de  nombreux ouvrages de littérature médiévale, occitane, sur les troubadours ainsi que sur les voyages. La bibliothèque, entrée en possession de la ville en 1884 est ouverte au public en 1892.
Fonds local
Le fonds local, aussi appelé « Catalogue Albigeois » est mis en place depuis 1910. Il regroupe les écrits concernant le Tarn, ceux des auteurs locaux, et plus généralement tout ouvrage ayant un rapport avec le département. Les volumes sont très variés quant à leur âge, des ouvrages du XVIe siècle côtoient des publications récentes. Le fonds est constitué en majorité de monographies, mais aussi de brochures et plaquettes. Les périodiques locaux sont également concernés.
Société des sciences, arts et belles lettres du Tarn
Conservés dans les locaux des Archives départementales du Tarn jusqu'à leur rénovation, le fonds de monographies et le très riche ensemble de périodiques de la société est désormais conservé à la médiathèque. Grâce à une importante politique d'échanges de publications, la bibliothèque de la société possède de nombreux documents rares, concernant l'histoire locale.
Autres fonds
- La Bibliothèque Populaire, la première bibliothèque de prêt.
- Le legs Cayrou, riche en éditions de littérature classiques.
- Le fonds du Docteur H. Cuq, axé sur les sciences naturelles.
- Le fonds d'Alfred Caraven-Cachin, sur l'archéologie et les sciences naturelles.
- Legs d'Hippolyte Gay de Savary, sénateur du Tarn : éditions de bibliophilie de l'Ancien Régime.
- Manuscrits de Louisa Paulin, poétesse occitane.
- Correspondance manuscrite de Maurice et Eugénie de Guérin.

La bibliothèque abrite la Société des Amis des Bibliothèques d'Albi, qui participe à l'enrichissement des fonds.

### Données
Données issues du ministère de la Culture : 
- Nombre de prêts annuels 525814
- Nombre de documents :
  - Livres     116928
  - CD         13539
  - DVD / VHS  7675
  - Revues     378

## Topographie
- Médiathèque Pierre-Amalric
- Médiathèque d'Albi-Cantepau
- Médiathèque de Saint-Juéry
- Médiathèque de Lescure
- Quartiers desservis par le Médiabus